# Sigvatr Þórðarson
Sigvatr Þórðarson (Sighvatr Þórðarson, Sigvat Tordarson) ou Sigvat the Skald (995-1045) était un poète islandais. Il était le poète d'Olaf II, ainsi que de Knut le Grand, de Magnus Ier et d'Anund Jacob.

## Œuvres
Dans son Austrfararvísur, il présente un rituel sacrificiel qui se déroule en Suède au début du XIe siècle auquel tout le monde peut participer.

Dans l'Heimskringla et la Saga d'Olaf Tryggvason, Snorri Sturluson décrit comment Sigvatr s'oppose à Bersi Skáldtorfuson, un autre scalde, afin d'obtenir les faveurs du roi Knut. Sigvatr vante pour cela les vertus du roi et reçoit un anneau doré en récompense.
« Le scalde Sigvatr avait séjourné chez le roi Cnut, qui lui avait donné un anneau d'or qui pesait un demi-marc. [...] Sigvatr avait déclamé ceci : 

L'éminent Cnut, par ses hauts faits 

Très célèbre, a splendidement orné 

Ta main, Bersi, et la mienne, 

Lorsque nous rencontrâmes le roi. 

Á toi, il donna, le très sage, 

Un marc d'or ou plus et une épée 

Bien tranchante, mais à moi la moitié. 

Dieu seul décide pleinement de toute chose. »
Il sert de messager, d'intermédiaire et dé négociateur et se rend au sein des diverses cours royales de Norvège, de Danemark et de Suède. Il assiste probablement à l'instabilité politique qui règne en Norvège lors de la tutelle d'Ælfgifu de Northampton pour son fils Sven Knutsson. Il rédige effectivement quelques strophes à son propos.
« Longtemps se souviendra un jeune homme de l'époque d'Ælfgifu,

Quand nous mangions chez nous 

Le fourrage pour les boeufs,

Comme les chèvres se repaisse d'écorce. »

## Poèmes
1. Víkingarvísur, composé c. 1014-15. Sur le roi Olaf
2. Nesjavísur. Sur la bataille de Nesjar
3. Austrfararvísur. Sur une journée en Suède
4. Drápa um Óláf Konung
5. Vestrfararvísur ("Western travel verses"). Sur une journée au Royaume-Uni
6. Kvæði um Erling Skjalgsson. Sur Erlingr Skjalgsson
7. Flokkr um Erling Skjalgsson. Sur Erlingr Skjalgsson
8. Tryggvaflokkr
9. Kvæði um Ástríði Dróttningu. Poème sur la Reine Ástríðr
10. Knútsdrápa. À la mémoire du Roi Knút
11. Bersöglisvísur. Une réprimande au roi Magnus
12. Erfidrápa Óláfs helga. À la mémoire du roi Olaf
13. Lausavísur ("Le lausavísur").
14. Brot. Fragments.

Plusieurs de ces poèmes nous sont connus grâce à Snori Sturluson qui s'appuie largement sur les poèmes scaldiques et les cite dans son Heimskringla ainsi que dans son Edda de Snorri.
Le poème Víkingarvísur est l'une des premières retranscription préservée qui utilise le terme vikings, désignant les expéditions maritimes destinées à s'enrichir et non un individu ou une ethnie.